# كيث ميلارد
كيث ميلارد (بالإنجليزية: Keith Millard)‏ هو لاعب كرة قدم أمريكية أمريكي، ولد في 18 مارس 1962 في مقاطعة ألاميدا في الولايات المتحدة.

## وصلات خارجية
- كيث ميلارد على موقع مرجع كرة القدم المحترفة.كوم (الإنجليزية)